# Clarence Gamble
Clarence Oliver Gamble (St. Louis, 16 agosto 1881 – St. Louis, 13 giugno 1952) è stato un tennista statunitense.
Disputò il torneo doppio di tennis, assieme a Arthur Wear, ai Giochi olimpici di Saint Louis 1904, in cui vinse la medaglia di bronzo.

## Palmarès
In carriera ha conseguito i seguenti risultati:
- Giochi olimpici

St. Louis 1904: una medaglia di bronzo nel doppio maschile.